# 生田敏一
生田 敏一（いくた としかず, Toshikazu Ikuta, Tossi Ikuta, 1978年 - ）はアメリカ合衆国の神経科学者、分子認知神経学者。

## 経歴
2001年、国際基督教大学より学位(B.A., Liberal Arts) を取得後、2008年にインディアナ大学よりPh.D.（神経科学および言語学）。また、計算言語学の学位を2005年に取得している。2013年までファインスタイン医学研究所にてフェローをつとめ、2013年よりミシシッピ大学にて准教授。

## 研究
ドーパミン拮抗薬の大脳基底核における作用をfMRIを用いて計測した研究、
統合失調症

やアルツハイマー病

のリスク遺伝子一塩基多型の影響を拡散テンソル画像(DTI)を用いて計測した研究、
双極性障害と統合失調症を安静時fMRIを用いて比較した研究などが含まれる。